# 向達倫大冒險
《向達倫大冒險》（The Saga of Darren Shan）是愛爾蘭作家向達倫的系列小說作品，全系列共有12本。小說描寫主角向達倫在少年時期變成一個半吸血鬼，在吸血鬼世界的冒險故事。正體中文版由皇冠出版社出版，已經於2005年4月發行完畢。

## 小說
小說的封面與插圖，走傳統英式與美式小說的風格。
1. 怪奇馬戲團 
2. 鬼不理的助手 （The Vampire's Assistant）
3. 地下血道 （Tunnels of Blood）
4. 魔山印石 （Vampire Mountain）
5. 死亡審判 （Trials of Death）
6. 吸血鬼王子 （The Vampire Prince）
7. 薄暮獵人 （Hunters of the Dusk）
8. 暗夜盟友 （Allies of the Night）
9. 黎明殺手 （Killers of the Dawn）
10. 靈魂之湖 （The Lake of Souls）
11. 暗黑之王 （Lord of the Shadows）
12. 命運之子 （Sons of Destiny）

## 電影
- 《鬼不理的助手》（Cirque du Freak: The Vampire's Assistant），電影由導演保羅·韋茲執導。（相當於小說第一到三冊的部分內容）
- 美國上映日期：2009年10月23日；台灣上映日期：2010年3月19日。
- 在電影版的設定中，主角向達倫的年齡被調高到約為高中左右的年齡，|  | 此因此被小說或漫畫的愛好者嫌棄，電影選角不恰當没有列出任何参考或来源。 (2021年9月22日) 維基百科所有的內容都應該可供查證。请协助補充可靠来源以改善这篇条目。无法查证的內容可能會因為異議提出而被移除。 |，主角提早老化，與小說後續的劇情無法順利銜接。
- 以及在小說中，原設定為男性的怪奇馬戲團成員「生肢男寇馬」，變性成女性。
- 演出：

| 演員               | 劇中角色             |
| ------------------ | -------------------- |
| 約翰·C·萊利        | 鬼不理拉登           |
| 喬許·哈卻森        | 史提·李訥            |
| Chris Massoglia    | 向達倫               |
| Jessica Carlson    | Rebecca              |
| Michael Cerveris   | 泰尼先生             |
| 雷·史蒂文森        | 魔路                 |
| 派翠克·福吉特      | 蛇孩兒伊萊           |
| Morgan Saylor      | 向安妮（向達倫之妹） |
| Don McManus        | 向德莫（向達倫之父） |
| Colleen Camp       | 向安琪（向達倫之母） |
| 渡邊謙             | 大高先生             |
| 莎瑪·海耶克        | 鬍子小姐楚斯卡       |
| Orlando Jones      | Alexander Ribs       |
| Frankie Faison     | Rhamus Twobellies    |
| 威廉·達佛          | 普蓋拿               |
| 克里斯汀·沙爾      | 鋼牙女葛莎           |
| Patrick Breen      | Mr. Kersey           |
| Tom Woodruff Jr.   | 狼人                 |
| Jane Krakowski     | 寇馬                 |
| Drew Rin Varick    | Loaf Head            |
| John D. Crawford   | Audience Member      |
| Ritchie Montgomery | Pastor               |
| Ted Manson         | Policeman            |
| Ann Mckenzie       | Woman from Town      |
| Monica Monica      | Teacher              |
| Adella Gauthier    | Nurse                |
| Beau Holden        | Trucker              |
| Patrick Fulton     | Kid Passing By       |
| Tyler Chetta       | Kid in Hallway       |
| Shaun Grant        | Vampaneze            |
| Trey Burvant       | Singing Dad          |
| Beth Burvant       | Singing Mother       |
| Evelyn Burvant     | Singing Kid #1       |
| Anna Irene Dawson  | Singing Kid #2       |
| Jonathan Nosan     | 魔手罕斯             |
| Madeline Gaudet    | Shreiking Student    |
| Erika Jensen       | Rain Girl            |
| Armal J. Perkins   | Mr. Pipps            |

## 外部連結
- （繁體中文）向達倫冒險遊園地（向達倫台灣官方網站）（页面存档备份，存于）
- （英文）向達倫官方網站（页面存档备份，存于）
- （日語）（日文版漫畫封面）
- （英文）互联网电影数据库（IMDb）的Cirque du Freak: The Vampire's Assistant (2009)（页面存档备份，存于）
- （英文）Cirque du Freak（页面存档备份，存于）（電影預告片）